# Зелена хидра
Зелената хидра (Hydra viridis или Cblorbydra viridissima) е сложно двупластно сладководно животно. Тези организми са хищници, чиито род Хидри принадлежи към тип Мешести и клас Hydrozoa. Притежава два слоя клетки – ектодерма и ендодерма, между които се намира пихтиесто вещество, наречено мезоглея.
Зелената хидра достига 1 cm на дължина и живее в сладки води, прикрепена към водни растения, но може и да се движи, като се премества. Тялото ѝ има приблизително цилиндрична форма и 6 пипала, 2-3 пъти по-дълги от тялото й в изпънато положение. Долният край на тялото е разширен в прикрепителен диск, чрез който хидрата се прикрепва към подводна растителност. Хидрата се движи по субстрата чрез „ходене“ и чрез преобръщане.
В ектодермата й се заселват симбионтни едноклетъчни водорасли - зоохлорели, които й придавад зеления цвят. Заселването на хидрата с водорасли става още при оформянето на яйцето.
Зелената хидра обитава същите водоеми като Обикновената хидра.
Тя е хермафродитно животно. По тялото на един индивид се формират и сперматозоиди, и яйцеклетки. Обикновено това става по различно време. Затова не се извършва самооплождане.